# Tuyết Nghĩa
Tuyết Nghĩa là một xã cũ thuộc huyện Quốc Oai, thành phố Hà Nội, Việt Nam. Hiện nay xã này được sáp nhập vào xã Kiều Phú
Xã có diện tích 3,93 km², dân số năm 1999 là 5.763 người, mật độ dân số đạt 1.466 người/km².
Tuyết Nghĩa xưa là căn cứ chính Đỗ Động Giang của tướng Đỗ Cảnh Thạc trong thời loạn 12 sứ quân. Ông là người chiếm đóng căn cứ Đỗ Động Giang, có công trấn giữ bình yên cho khu vực này trong thời loạn lạc nên được dân lập đền thờ ở xã này.

## Đình Cổ Hiền
Đình Cổ Hiền ở xã Tuyết Nghĩa, Quốc Oai. Đình nằm ở gần sông Tích, được coi là vị trí trung tâm thành Quèn xưa của Đỗ Tướng Công. Đình là nơi thờ thành hoàng làng Độc Nhĩ Vương Đỗ Cảnh Thạc, vị tướng nhà Ngô và một lãnh đạo nổi tiếng thời 12 sứ quân. Đỗ Cảnh Thạc là một vị tướng có tài, ngoài những chiến công hiển hách, ông còn là người giúp nhân dân trong "Nông – Trang – Canh – Cửi" nên khi mất được người dân trong lãnh địa suy tôn là thành hoàng làng.